# 小玉晃一
小玉 晃一（こだま こういち、1930年7月12日 -　）は、比較文学者。
東京生まれ。青山学院大学英文科卒、同大学教授を務め、現在名誉教授。日本比較文学会代表理事、日本ホイットマン協会幹事を務めた。

## 著書
- 『比較文学の周辺』 笠間書院、1973
- 『比較文学ノート』 笠間書院、1975
- 『比較文学手帖』 笠間書院、1987

## 編著・共著
- 『有島武郎』 朝日出版社、1978 （比較文学研究）
- 『明治の横浜 英語・キリスト教文学』 小玉敏子共著、笠間書院、1979